# Dandie dinmont terrier
Dandie dinmont terrier är en hundras från Storbritannien. Från början var rasen främst en jakthund som användes till att jaga djur som råttor, vesslor, rävar, grävlingar och uttrar, sedan länge är den framförallt sällskapshund. Dandie dinmont terriern räknas som en lågbent terrier. I hemlandet är den klassad som en sårbar inhemsk ras på grund av små registreringssiffror.

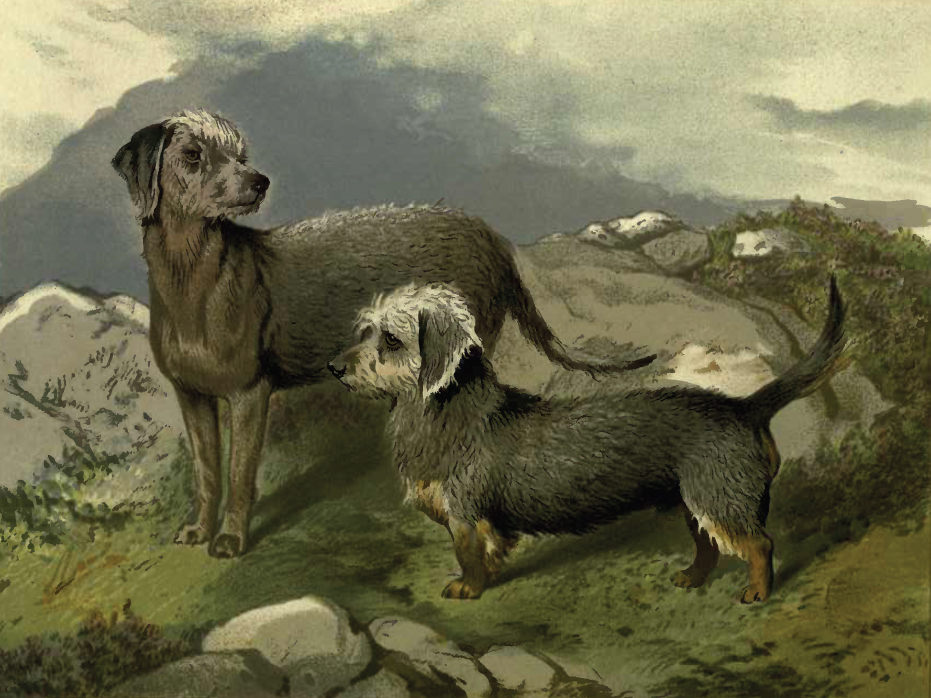
En bedlingtonterrier och en dandie dinmont terrier från Vero Shaws "The Illustrated Book of the Dog" 1881.

## Historia
Till stor del har dandie dinmont terrier gemensamt ursprung med bedlingtonterriern. Fortfarande på 1870-talet kunde kullsyskon delta på hundutställning som antingen den ena eller andra rasen.
På en målning av Thomas Gainsborough från omkring 1770 finns en hund som stämmer väl med senare tiders dandie dinmont terrier. Rasens ursprungliga kärnområde var Cheviotbergen i Northumberland i Nordöstra England. Rasen är döpt efter en figur i Walter Scotts roman Guy Mannering som utkom 1814 (på svenska även utgiven med titeln Astrologen). Figuren anses ha en lantbrukare i Cheviotbergen som förebild. Walter Scott köpte själv hundar av denne James Davidson från Hindlee. Walter Scotts roman blev en stor försäljningsframgång och hundrasen som döpts efter boken blev mycket populär, bl.a. ägde drottning Victoria dandie dinmont terrier.
1875 bildades den brittiska rasklubben och året därpå skrevs rasstandarden.

## Egenskaper

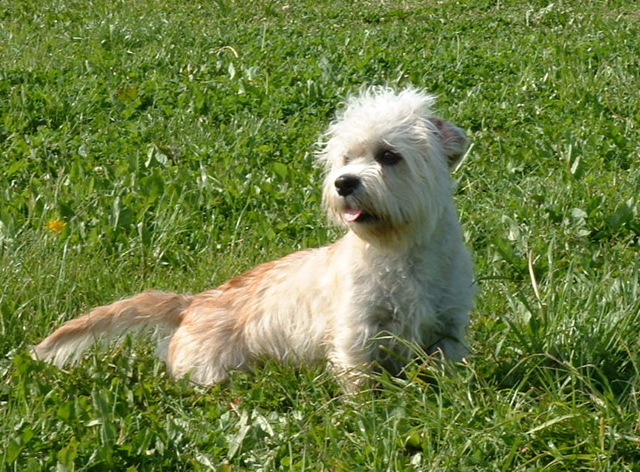
En Dandie dinmont terrier i det gröna

Dandie dinmont terriern ska uppvisa rörlighet, vighet och ett gott temperament. Detta var egenskaper som utmärkte den ursprungliga jagande hunden och även om rasen idag inte längre främst används till jakt är det egenskaper som rasstandaren föreskriver som önskvärda också hos den sällskapshund som dandie dinmont terriern idag är.

## Utseende
Kroppen är lågställd och pälsen är pepparfärgad eller senapsfärgad. Pepparfärgad innebär att pälsfärgen varierar från mörkt blåsvart till ljust silvergrå. Senapsfärgad innebär att pälsfärgen varierar från rostrött till blekt gulbrun, så kallad fawn. 